# Дауни, Джордан
Джордан Дауни (англ. Jordan Downey; род. 16 мая 1986, Ньюарк, Огайо, США) — американский кинорежиссёр, сценарист, продюсер, монтажёр и актёр.

## Биография
Джордан Дауни родился в городе Ньюарк, Огайо, а его детство прошло в местечке Грэнвилл (Огайо). С самых юных лет любимыми киножанрами Джордана были фильмы ужасов и фантастика.
Стажировку Джордан Дауни проходил в университете Лойола Мэримаунт Лос-Анджелес, а его педагогами были знаменитые мастера жанра хоррор Уэс Крейвен и Марианн Маддалена.
Выпускной работой Дауни стала короткометражка «Озеро крови», главную роль в которой сыграла совсем юная Белла Торн. Премьера фильма состоялась 13 октября 2007 года на кинофестивале фильмов ужасов Screamfest в городе Лос-Анджелес, что нечасто случается с дипломными проектами.
В 20 лет Дауни вместе со своим другом Кевином Стюартом снял комедийный фильм ужасов «День убиения». За картиной, ставшей успешной среди фанатов жанра, последовал сиквел, который авторы назвали «День убиения 3». На тот момент он собрал самый большой бюджет за историю краудфандингового сайта Kickstarter, а его сюжет рассказывает о поисках потерянных кадров фильма «День убиения 2», которого на самом деле никогда и не существовало. Кроме того, по мотивам фильма вышел одноимённый мюзикл, собиравший в США полные залы.
Наиболее амбициозным проектом Дауни на сегодняшний момент является средневековый фэнтези-хоррор «Время монстров», работы над которым были закончены в 2018 году.

## Фильмография

### Полнометражные фильмы
| Год  | Фильм          | Режиссёр | Сценарист | Продюсер | Монтажёр | Актёр |
| ---- | -------------- | -------- | --------- | -------- | -------- | ----- |
| 2009 | День убиения   | Да       | Да        | Да       | Нет      | Да    |
| 2012 | День убиения 3 | Да       | Да        | Да       | Да       | Да    |
| 2018 | Время монстров | Да       | Да        | Да       | Да       | Нет   |

### Короткометражные фильмы
| Год  | Фильм                          | Режиссёр | Сценарист | Продюсер | Монтажёр | Актёр |
| ---- | ------------------------------ | -------- | --------- | -------- | -------- | ----- |
| 2006 | Hackjob                        | Да       | Да        | Да       | Да       | Нет   |
| 2014 | Зубастики: Охотник за головами | Да       | Да        | Да       | Да       | Да    |
| 2016 | Techno Western                 | Да       | Да        | Да       | Да       | Нет   |